# Puntagorda
Puntagorda ist eine der 14 Gemeinden der Kanareninsel La Palma. Verwaltungssitz ist der gleichnamige Ort, während El Pinar die größte Ortschaft ist.

## Geografie

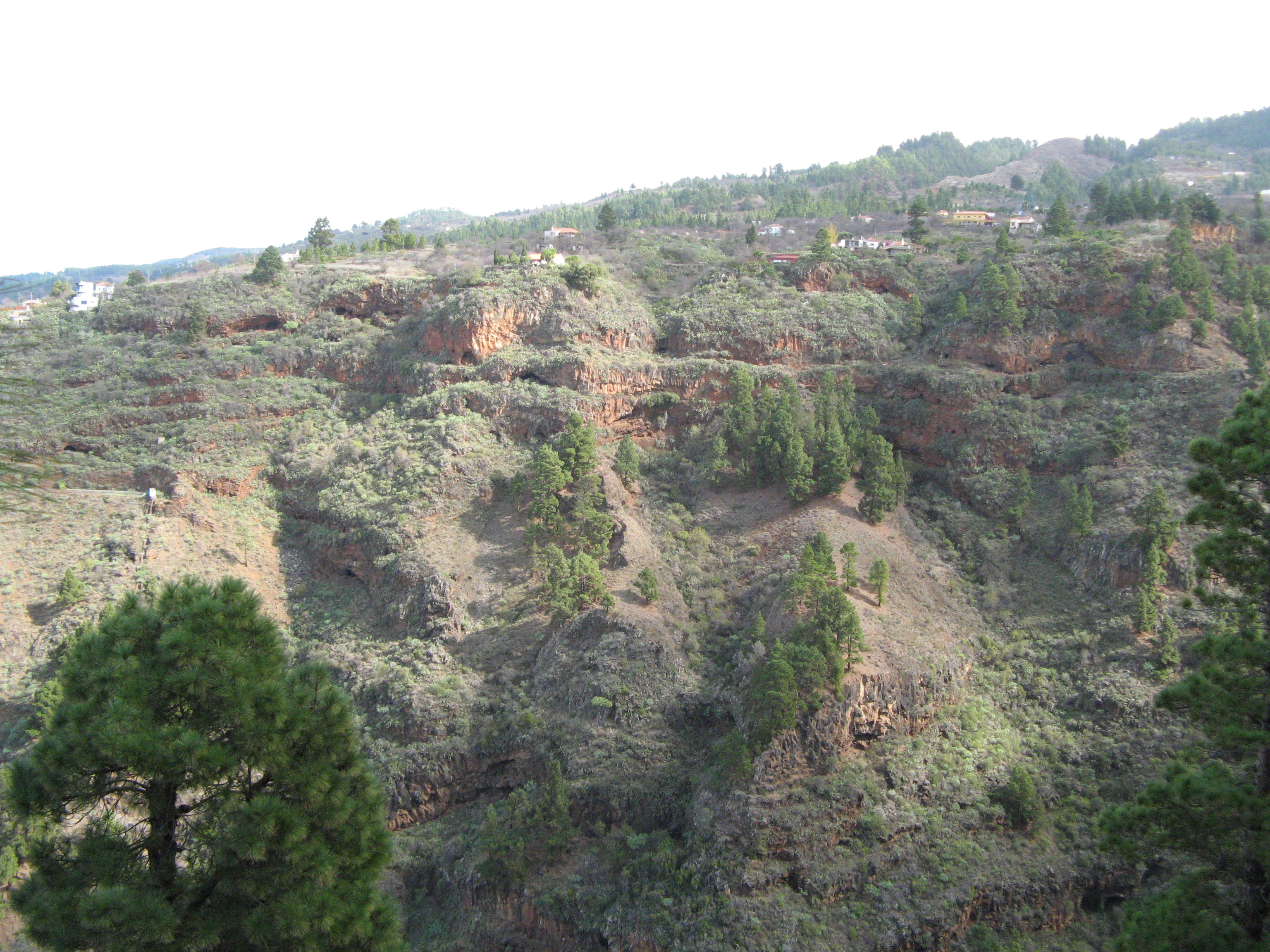
Barranco de Izcagua, Nordhang mit der Ortschaft Las Tricias der Gemeinde Garafía.

Puntagorda befindet sich im Nordwesten La Palmas und grenzt im Norden mit dem Barranco de Izcagua an die Gemeinde Garafía und im Süden mit dem Barranco de Garome an die Gemeinde Tijarafe. Die Gemeinde ist geprägt von landwirtschaftlichem Gemüseanbau, artenreicher Vegetation und einer Vielzahl von Mandelbäumen. Das Dorf Puntagorda ist Verwaltungszentrum in einer leicht abschüssigen Gegend auf etwa 600 Metern über Meeresspiegel. Das Klima ist trocken und sonnig, im Winter gibt es viele Niederschläge.

## Geschichte

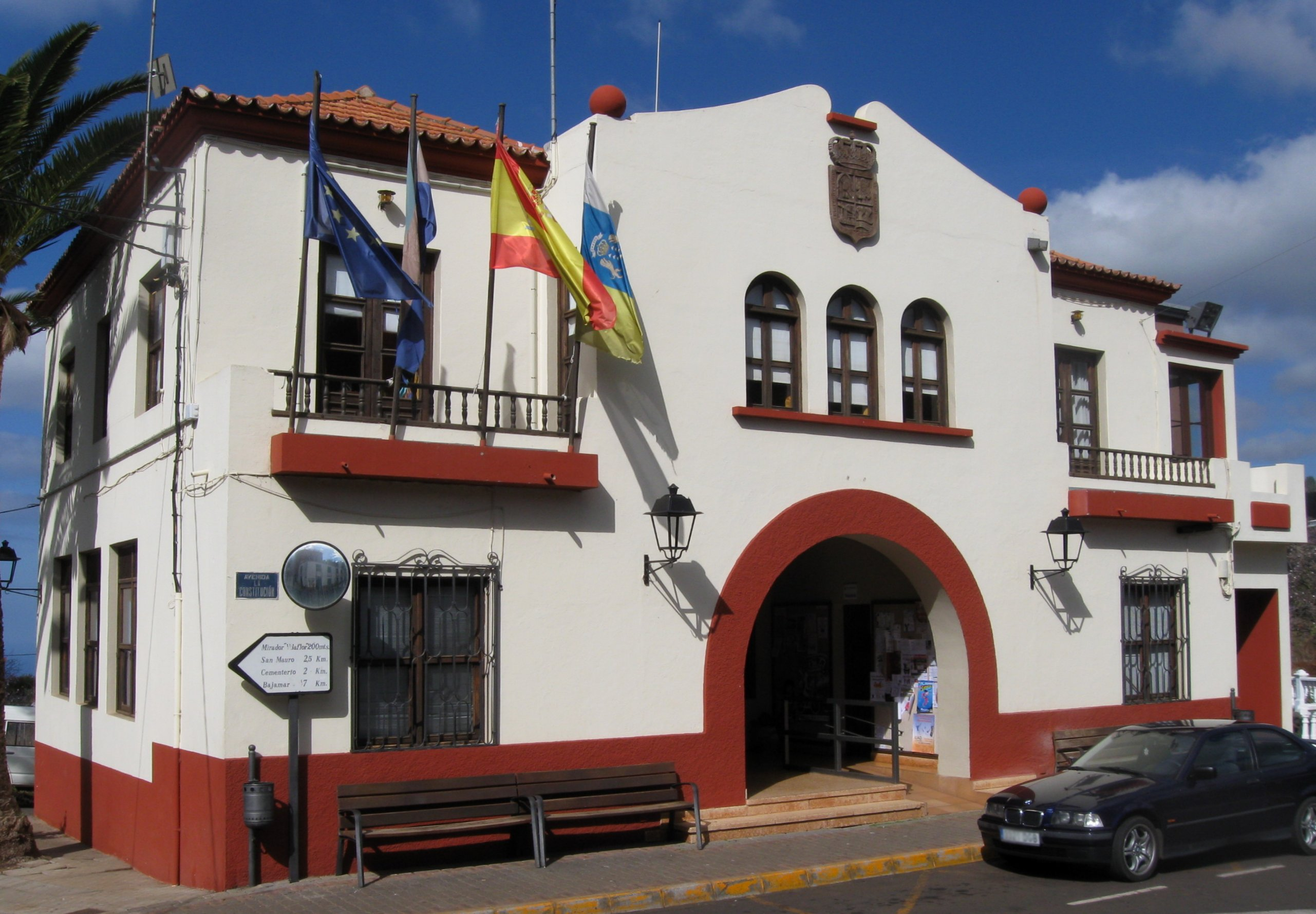
Rathaus

Die Ureinwohner (Benahoaritas) hinterließen bedeutende Spuren in den verbliebenen Resten von Bauwerken und Höhlen (Bilder, Steinhaufen, Kanäle und Tiegel).
Im 16. Jahrhundert entstand der erste Ort in der Gegend von San Mauro. Hier wurde eine der ersten Kirchen der Kanarischen Inseln erbaut, die bereits Pfründe bezog. Die großenteils portugiesische Bevölkerung machte San Mauro zu ihrem Schutzheiligen. Sie rodeten die Kanarische Kiefer, um das Land in Ackerfelder zu verwandeln. Sie betrieben auch Viehzucht und legten Zisternen zur Wasserversorgung an. Der Ort verfügte über eine eigene Kornkammer zur Lagerung von Getreide. Der ursprüngliche Ort wurde verlassen und an eine andere, höher gelegene Stelle verlegt. Sie siedelt sich zwischen den Zentren Cuatro Caminos, El Pinar, Fagundo und El Roque an.
Die ungünstigen politischen und wirtschaftlichen Bedingungen am Ende des 19. Jahrhunderts bis Anfang des 20. Jahrhunderts zwangen viele Einwohner die Insel zu verlassen oder in andere Gemeinden umzuziehen. Heute ist ein großer Anteil der Bevölkerung ausländischer Herkunft, und es wird ein gemäßigtes Wachstum verzeichnet, das seinen Einwohnern etwas mehr Wohlstand beschert hat.

## Orte der Gemeinde

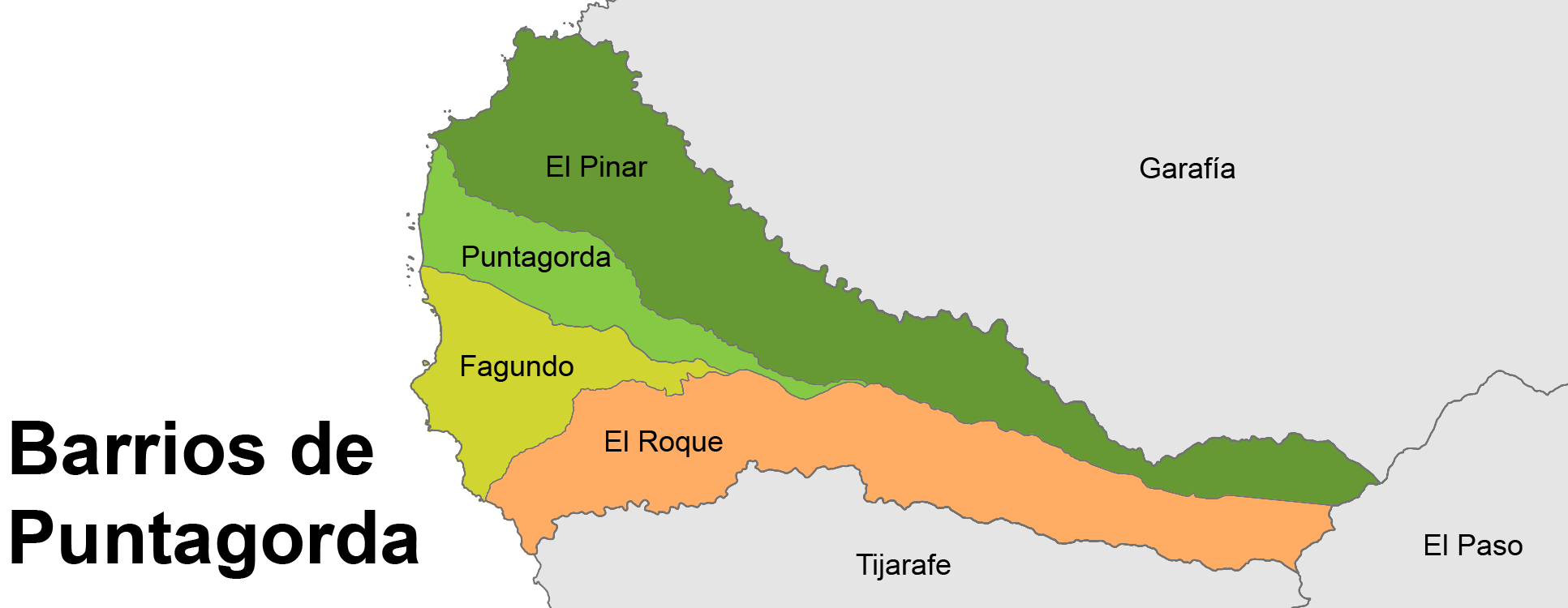
Gemeindeteile von Puntagorda

Die Bevölkerungszahlen in Klammern stammen aus dem Jahr 2013.
- El Pinar (1.114)
- Puntagorda (463)
- Fagundo (317)
- El Roque (163)

## Bevölkerungsentwicklung
| Jahr | Einwohnerzahl | Veränderung |
| ---- | ------------- | ----------- |
| 1900 | 1.341         |             |
| 1910 | 1.359         | + 18        |
| 1920 | 1.508         | + 149       |
| 1930 | 1.633         | + 125       |
| 1940 | 1.531         | – 102       |
| 1950 | 1.706         | + 175       |
| 1960 | 1.593         | – 113       |

| Jahr | Einwohnerzahl | Veränderung |
| ---- | ------------- | ----------- |
| 1970 | 1.287         | – 306       |
| 1981 | 1.187         | – 100       |
| 1990 | 1.692         | + 505       |
| 2001 | 1.802         | + 110       |
| 2005 | 1.795         | – 7         |
| 2013 | 2.057         | + 262       |

## Interessante Orte

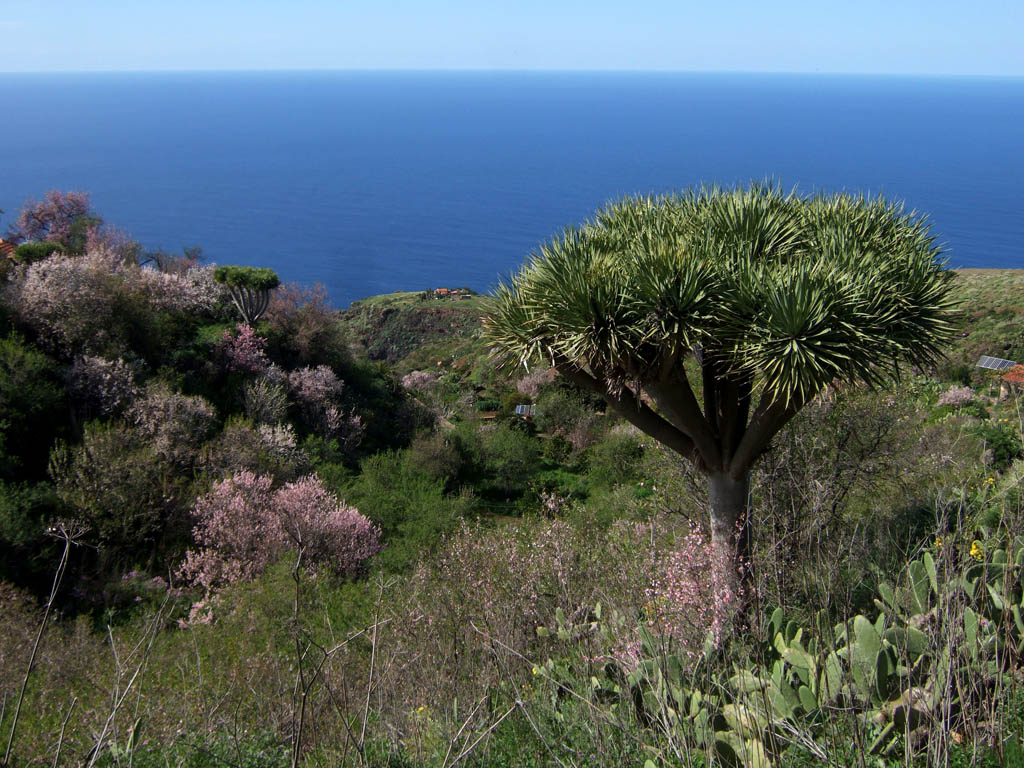
Typische Landschaft der hochgelegenen Gemeinde mit Drachenbaum

- El Fayal: Ein Wald mit Kiefern und Unterholz aus Baumheide (Gagelstrauch). Hier gibt es einen Erholungspark und Sporteinrichtungen.
- Mirador de Miraflores: Aussichtspunkt auf dem gleichnamigen Berg
- Kirche von San Mauro Abad: Anfang des 16. Jahrhunderts erbaut, birgt sie wertvolle Bilder
- Als Zeugen der Vergangenheit sind zwei Windmühlen in der Gemeinde erhalten geblieben.
- Die Izcagua-Schlucht und große Teile der Steilküste sind Teil eines Naturschutzgebietes. Die Vegetation besteht hauptsächlich aus Tabaiba und Wolfsmilchgewächsen, beide sind hier endemische Pflanzen.
- Die alten Drachenbäume in der Nähe von El Roque